# Hyposidra corticata
Hyposidra corticata là một loài bướm đêm trong họ Geometridae.